# Actinopteryx fucicola
Actinopteryx fucicola är en skalbaggsart som först beskrevs av Allibert 1844.  Actinopteryx fucicola ingår i släktet Actinopteryx, och familjen fjädervingar. Enligt den svenska rödlistan är arten nationellt utdöd i Sverige. . Arten har tidigare förekommit i Götaland men är numera lokalt utdöd. Artens livsmiljö är havsstränder.